# Obtusifolium
Obtusifolium là một chi rêu trong họ Jungermanniaceae.